# Lago Gurudongmar
El lago Gurudongmar (conocido también como el lago Gurudogmar) es un lago glacial situado en el estado de Sikkim (India), ubicado en el lado norte de la cadena montañosa del Himalaya, concretamente en el Kanchenjunga, un altiplano contiguo a la meseta tibetana que se encuentra a tan solo 5 km de la frontera con China.
El lago Gurudongmar debe su nombre al guru Padmasambhava, quien también era conocido como guru Dongmar.

## Geografía
Tiene una superficie de 118 hectáreas y una circunferencia de 5,34 km. Sus aguas provienen de dos pequeños lagos situados a unos 500 metros más al sur: el más occidental, ubicado a 5211 m de altitud, es alimentado por un glaciar que se encuentra entre el Kanchenjunga y el monte Gurudongmar, y al este a 5238 m sobre el nivel del mar se alimenta directamente del glaciar Gurudongmar. El lago tiene un afluente, el Lachen Chu, uno de los afluentes del río Tista. 
Se caracteriza por su altitud (5148 m s.n.m.), por lo que es uno de los lagos más altos del mundo.
Durante el período de noviembre a mediados de mayo el lago está congelado por completo a excepción de una pequeña parte, la cual se dice que fue bendecida por el Guru Padmasambhava.
El lago tiene un carácter sagrado para la región de Sikkim y para  los budistas, que creen que sus aguas tiene propiedades curativas.

## Controversia
En 1997/1998 la construcción de un gurdwara (lugar de reunión) de los sikhs en el lago, realizado por parte de una unidad del ejército de la India estacionado en la zona, ha provocado el resentimiento de la región de Sikkim. La cuestión ha sido examinada y resuelta por el Gobierno de Sikkim con el asesoramiento del Instituto de Tibetología Namgyal quien determinó que la zona es sin lugar a dudas sagrada para los budistas. Fue entonces cuando el edificio fue entregado al monasterio Lachen que ha nombrado un lama responsable de supervisar el lago.
Debido al territorio extremadamente inhóspito donde se encuentra el lago que carece de caminos transitables para los visitantes extranjeros, el Gurudongmar cuenta con muy pocos visitantes. Dada su proximidad a la frontera con China se requiere un permiso especial para entrar en la zona.